# Проспект Кокнесес
Проспект Ко́кнесес (латыш. Kokneses prospekts) — улица в Северном районе Риги, в историческом районе Межапаркс. Общая длина проспекта — 1720 метров. Пролегает в северном направлении, от улицы Кишэзера до проспекта Межа. Далее продолжается как главная аллея парка, отдельные постройки на которой также имеют адреса по проспекту Кокнесес.

## История
Впервые упоминается в списке улиц города за 1903—1908 годы, первоначально под названием Кетлерская улица (латыш. Ketlera iela, нем. Kettlerstraße) — в честь Готхарда Кетлера. Являлась главной дорогой, ведущей в Царский лес; первоначально пролегала лишь до Стокгольмской улицы, в 1910 продлена до нынешнего проспекта Межа. В 1923 году проспект получил своё современное наименование (в честь города Кокнесе), которое больше не изменялось.

## Застройка и достопримечательности
10 зданий на проспекте Кокнесес признаны памятниками архитектуры.
- Дом 1 — магазин с жилым помещением (архитектор К. Агте, 1913) — памятник архитектуры государственного значения.
- Дом 15 — частный дом (архитектор А. Зариньш, 1931) — памятник архитектуры государственного значения.
- Дом 18 — жилой дом с магазином (архитектор Х. Розенбергс, 1934—1936) — памятник архитектуры государственного значения.
- Дом 18А — клиника лазерной медицины[6].
- Дом 19 — частный дом (архитектор А. Гринбергс[латыш.], 1929).

На перекрёстке с улицами Стокхолмас и Петерупес установлен памятник депортированным в 1941 году детям (скульптор Дзинтра Янсоне, 1993).
До настоящего времени улица играет роль общественно-торгового центра прилегающего района. На ранее незастроенном участке в начале проспекта с середины 2010-х годов создаётся микрорайон современных малоэтажных зданий с апартаментами «Mežaparka Rezidences».

## Транспорт
Проспект Кокнесес на всём протяжении покрыт асфальтом, движение двустороннее. По всему проспекту проходит маршрут трамвая № 11, а в летнее время по субботам, воскресеньям и праздничным дням по тому же маршруту дополнительно курсирует ретротрамвай.
По проспекту Кокнесес проходит велодорожка Центр—Межапаркс, открытая в 2007 году.

## Прилегающие улицы
Проспект Кокнесес пересекается со следующими улицами:
- улица Кишэзера
- улица Межэзера
- улица Келнес
- улица Мирдзас Кемпес
- улица Глюка
- улица Судрабу Эджус
- улица Карля Ватсона
- улица Хамбургас
- улица Гданьскас
- улица Аннас Саксес
- улица Стокхолмас
- улица Петерупес
- проспект Висбияс
- улица Порука
- проспект Сигулдас
- проспект Межа